# Phreatodessus
Phreatodessus is een geslacht van kevers uit de familie  waterroofkevers (Dytiscidae).
Het geslacht is voor het eerst wetenschappelijk beschreven in 1976 door Ordish.

## Soorten
Het geslacht omvat de volgende soorten:
- Phreatodessus hades Ordish, 1976
- Phreatodessus pluto Ordish, 1991